# Эйбешюц, Йонатан
Йонатан Эйбешюц (нем. Jonathan ben Nathan Eybeschütz, латинское написание — Eybeschuetz; бен Натан Ната; 1690, Краков, Речь Посполитая — 1764, Альтона, Пруссия) — раввин, каббалист и знаток талмуда, был ректором пражской иешивы и известным проповедником. Подозревался в тайных отношениях с саббатианцами.

## Карьера
В 18 лет он считался гаоном (гением), уже в 21 стал ректором пражской иешивы, у него были тысячи учеников и высокий авторитет.

### Инцидент с печатью талмудов
Эйбешюц смог договориться с католическим кардиналом Хассембауэром и получил разрешение на печатание Талмуда, но кардинал поставил условие, что цензура вырежет из Талмуда места, несовместимые с христианством. В еврейских общинах по этому поводу возникли споры, и франкфуртские раввины добились отмены разрешения.
В 1725 раввины Праги наложили херем на пражских саббатианцев, это решение поддержал Эйбешюц. В 1736 стал даяном Праги. В 1741 году стал раввином города Меца, а в 1750 году стал раввином Гамбурга, Альтоны и Вандсбека.
Эйбешюц завоевал любовь и уважение прихожан — как своей добротой и обходительностью, так и своими знаниями.

## Тяжба сЯковом Эмденом
Яков Эмден, амстердамский раввин, обвинил Эйбешюца в пособничестве саббатианству. Основанием для споров был амулет с саббатианской символикой (зашифрованным именем Шабтая Цви), который он передал беременной женщине в Альтоне. Эмден выдвинул обвинения, Эйбешюц стал утверждать, что амулет поддельный, и объявил херем саббатианцам, однако Эмден продолжал его публично обвинять.
В амулете присутствовали четыре буквы  בבאא ББАА или בבאי ББАЙ, и Эмдем заметил, что после достаточно распространённой у каббалистов замены букв получается имя Шабтай. Эйбешюц утверждал, что речь шла о четырёх буквах первых слов Торы ББЭТ, но переписчик допустил ошибку.
Спор разросся и охватил практически все европейские общины. На стороне обвинения стояло большинство раввинов Германии, на стороне защиты — раввины Польши и Моравии. Спор предложили рассудить королю Дании, который вступился за Эйбешюца и назначил перевыборы раввинов, в которых Эйбешюц победил. За Эйбешюца вступились также христианские учёные.
Франкфуртские, амстердамские и мецские раввины потребовали от Эйбешюца ответа на обвинения, но Эйбешюц отказался явиться на суд. Дело было передано в Ваад четырех земель (центральное правление польских евреев), который вынес заключение о невиновности Эйбешюца.
В споре обе стороны активно объявляли херемы представителям противоположного лагеря, что привело к тому, что чуть ли не пол-Европы оказалось под херемом; сила херема как наказания стала смехотворной.
За Эйбешюца вступился пражский раввин Йехезкель Ланда, который объявил амулеты подложными и снял с него обвинения.
В 1760 году появились новые факты обвинения. Саббатианство было обнаружено в пражской иешиве среди учеников Эйбешюца, а потом его собственный сын Вольф объявил себя саббатианским пророком (франкистского толка). Тогда была закрыта иешива. Тем не менее Эйбешюц был оправдан, но спор продолжался и после его смерти.

## Сочинения
Эйбешюц написал около тридцати работ по галахе, которые нашли признание. От считался также выдающимся знатоком Талмуда.

## Оценки
По распространённому мнению в XIX веке, Эйбешюц не был саббатианцем, однако сочувствовал этому движению в молодости, разочаровавшись в зрелом возрасте.
Тем не менее немало исследователей (Грец и Гершом Шолем) считают его саббатианцем, держащим в тайне свои пристрастия, основываясь в первую очередь на его трактате «Шем Олам».
В ранние года Эйбешюц познакомился с саббатианским теоретиком Нехемией Хайоном, а моравский саббатианец Иегуда Лейб Просниц был одним из его учителей, Просниц очень ценил Эйбешюца, считая его успешным претендентом стать Мессией.
Конфликт между Эмденом и Эйбешюцем разделил еврейское сообщество и предвосхитил разделение еврейской мысли на два направления — «литовская» раввиническая традиция (миснагдим) и мистический хасидизм.